# Makalata didelphoides
Makalata didelphoides е вид бозайник от семейство Бодливи плъхове (Echimyidae).

## Разпространение
Видът е разпространен в Боливия, Бразилия, Венецуела, Гвиана, Суринам и Френска Гвиана.